# Youxian Chengguanzhen (häradshuvudort i Kina, Hunan Sheng, lat 26,99, long 113,36)
Youxian Chengguanzhen (kinesiska: Yu-hsien-ch’eng, 攸县城关镇, 攸县) är en häradshuvudort i Kina. Den ligger i provinsen Hunan, i den södra delen av landet, omkring 140 kilometer söder om provinshuvudstaden Changsha. Antalet invånare är 693 458. Befolkningen består av 342 819 kvinnor och 350 639 män. Barn under 15 år utgör 16,0 %, vuxna 15-64 år 72 %, och äldre över 65 år 10,0 %.
Runt Youxian Chengguanzhen är det ganska tätbefolkat, med 179 invånare per kvadratkilometer. Youxian Chengguanzhen är det största samhället i trakten. Trakten runt Youxian Chengguanzhen består till största delen av jordbruksmark.
Genomsnittlig årsnederbörd är 1 778 millimeter. Den regnigaste månaden är maj, med i genomsnitt 282 mm nederbörd, och den torraste är oktober, med 22 mm nederbörd.